# NGC 2942
NGC 2942 is een spiraalvormig sterrenstelsel in het sterrenbeeld Kleine Leeuw. Het hemelobject werd op 6 maart 1828 ontdekt door de Britse astronoom John Herschel.

## Synoniemen
- UGC 5140
- MCG 6-21-65
- ZWG 181.76
- KUG 0936+342
- IRAS09361+3413
- PGC 27527